# Heteropogon ritchiei
Heteropogon ritchiei là một loài thực vật có hoa trong họ Hòa thảo. Loài này được (Hook.f.) Blatt. & McCann mô tả khoa học đầu tiên năm 1928.